# Варни, Джим
Джеймс Альберт «Джим» Варни (англ. James Albert «Jim» Varney, Jr.; 15 июня 1949 — 10 февраля 2000) — американский актёр и комик. Наиболее известен по роли Эрнеста Уоррелла.

## Биография
Джим Варни родился 15 июня 1949 года в Лексингтоне, штат Кентукки. В семье кроме него было ещё трое детей, все старшие сёстры. В возрасте 8 лет мама обратила внимание, как Джим подражает персонажам мультфильмов и отвела его в детский театр. В 18 лет Варни переехал в Нью-Йорк, выступал в стендапе.
Во второй половине 1970-х годов Варни начал появляться в небольших ролях в различных шоу и телесериалах. В 1980 году в рекламном агентстве Carden & Cherry был придуман образ Эрнеста Уоррелла, чудаковатого парня в джинсовой жилетке и кепке. В этом образе Варни снялся в сотнях рекламных роликов, рекламируя самые разнообразные товары и отказываясь стать лицом какой-то одной компании. В 1983 году вышла часовая антология скетчей Варни «Эй, Верн, это мой семейный альбом». C 1983 года по 1984 снимался в главной роли в сериале «Роустеры». В 1985 году вышел полнометражный фильм «Доктор Отто и тайна светящегося луча», где Варни сыграл множество персонажей.
В 1987 году вышел фильм «Эрнест в лагере», где главная роль целиком отводилась Эрнесту. Фильм, снятый за 3,5 миллиона долларов, собрал в прокате 23,5 миллиона. За эту роль Джим Варни получил номинацию на премию «Золотая малина» в категории «Худшая новая звезда». В 1988 году вышел фильм «Эрнест спасает Рождество». При бюджете в 6,5 миллионов он собрал 28,2. В этом же году на телевидении был запущен телесериал «Эй, Верн, это Эрнест». За этот сериал Варни получил Дневную премию «Эмми». В течение 1990-х годов об Эрнесте вышло ещё семь фильмов.
Помимо Эрнеста у Варни были и другие роли. В 1993 году он сыграл главную роль в фильме «Деревенщина в Беверли-Хиллз». Играл в фильмах «Закусочная» (1989), «Почище напалма» (1993), «Эксперт» (1995), «Академия сноуборда» (1997), «Три ниндзя: Жаркий полдень на горе Мега» (1998), «Домашнее задание» (1999). Озвучил Спиральку в «Истории игрушек» (1995) и «Истории игрушек 2» (1999). Озвучил работника ярмарки Кудера в эпизоде «Bart Carny» (1998) мультсериала «Симпсоны». Его последним появлением на экране стал фильм «Папаша и другие» 2001 года. В этом же году на экраны вышел мультфильм «Атлантида: Затерянный мир», где Варни озвучивал Джебедайя Фарнсворта.
В 1998 году у Варни был диагностирован рак лёгких. О своей болезни актёр публично рассказал в 1999 году. Умер 10 февраля 2000 года в возрасте 50 лет в своём доме в городке Уайт-Хаус в штате Теннесси неподалёку от Нашвилла. Похоронен на Лексингтонском кладбище в Лексингтоне, штат Кентукки.

## Избранная фильмография
| Год       |    | Русское название                         | Оригинальное название                        | Роль                        |
| --------- | -- | ---------------------------------------- | -------------------------------------------- | --------------------------- |
| 1978      | с  | Элис                                     | Alice                                        | Майло Скиннер               |
| 1983      | в  | Эй, Верн, это мой семейный альбом        | Knowhutimean? Hey Vern, It’s My Family Album | множество ролей             |
| 1983—1984 | с  | Роустеры                                 | The Rousters                                 | Эван Эрп                    |
| 1985      | ф  | Доктор Отто и тайна светящегося луча     | Dr. Otto and the Riddle of the Gloom Beam    | множество ролей             |
| 1987      | ф  | Эрнест в лагере                          | Ernest Goes to Camp                          | Эрнест Уоррелл              |
| 1988      | ф  | Эрнест спасает Рождество                 | Ernest Saves Christmas                       | Эрнест Уоррелл              |
| 1988      | с  | Эй, Верн, это Эрнест                     | Hey Vern, It’s Ernest!                       | Эрнест Уоррелл              |
| 1989      | ф  | Закусочная                               | Fast Food                                    | Боб Банди                   |
| 1990      | ф  | Эрнест садится в тюрьму                  | Ernest Goes to Jail                          | Эрнест Уоррелл / Феликс Нэш |
| 1991      | ф  | Испуганный глупец Эрнест                 | Ernest Scared Stupid                         | Эрнест Уоррелл              |
| 1993      | ф  | Почище напалма                           | Wilder Napalm                                | Рекс                        |
| 1993      | ф  | Деревенщина в Беверли-Хиллз              | The Beverly Hillbillies                      | Джед                        |
| 1993      | ф  | Эрнест снова в седле                     | Ernest Rides Again                           | Эрнест Уоррелл              |
| 1994      | в  | Эрнест в школе                           | Ernest Goes to School                        | Эрнест Уоррелл              |
| 1995      | ф  | Эксперт                                  | The Expert                                   | Снейк                       |
| 1995      | в  | Эрнест баскетболист                      | Slam Dunk Ernest                             | Эрнест Уоррелл              |
| 1995      | мф | История игрушек                          | Toy Story                                    | Спиралька                   |
| 1996      | с  | Розанна                                  | Roseanne                                     | принц Карлос                |
| 1997      | в  | Академия сноуборда                       | Snowboard Academy                            | Руди Джеймс                 |
| 1997      | в  | Невероятные приключения Эрнеста в Африке | Ernest Goes to Africa                        | Эрнест Уоррелл              |
| 1997      | ф  | 100 процентов                            | 100 Proof                                    | отец Рей                    |
| 1997      | мф | Аннабелль                                | Annabelle’s Wish                             | Гас Холдер                  |
| 1997      | мс | Дакмен                                   | Duckman                                      | Уолт Эвергрин               |
| 1998      | в  | Невероятные приключения Эрнеста в армии  | Ernest in the Army                           | Эрнест Уоррелл              |
| 1998      | ф  | Три ниндзя: Жаркий полдень на горе Мега  | 3 Ninjas: High Noon at Mega Mountain         | Лотар Зогг                  |
| 1998      | мс | Симпсоны                                 | The Simpsons                                 | Кудер                       |
| 1998      | мс | Геркулес                                 | Hercules: The Animated Series                | Эфиальт                     |
| 1999      | ф  | Домашнее задание                         | Treehouse Hostage                            | Карл Бэнкс                  |
| 1999      | мф | История игрушек 2                        | Toy Story 2                                  | Спиралька                   |
| 2001      | ф  | Папаша и другие                          | Daddy and Them                               | Хейзел Монтгомери           |
| 2001      | мф | Атлантида: Затерянный мир                | Atlantis: The Lost Empire                    | Джебедайя Фарнсворт         |